# ガブリエル・エクルー
ガブリエル・エクルー（Gabriel Eklou、1966年 - ）は、ガーナの画家。グレーター・アクラ州アクラ出身。

## 人物
幼少時はトーゴで過ごし、トーゴ、ベナンとガーナの学校へと通った。子供のころから絵に興味があり、絵をかきながらも会計士の勉強をして旅行関連の企業で働いていたが、1996年より画家としての活動を本格的に始めた。
2004年8月カナダにて海外初の個展を開催。2005年7月にはガーナ大学日本語講師である米山博子の働きかけもあり、北海道の大樹町生涯学習センターにて個展を開催している。